# Rolf-Richard Grauhan

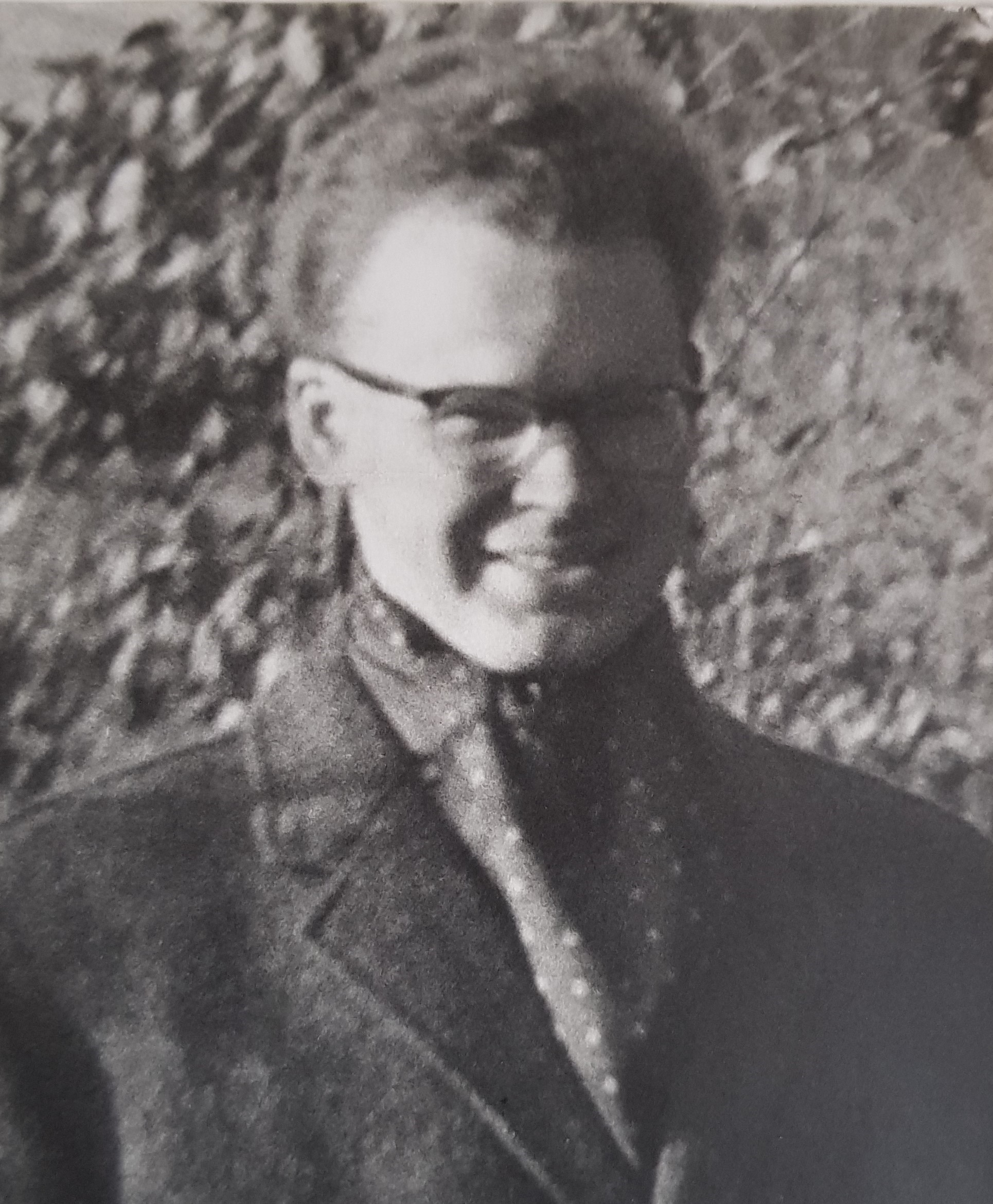
Rolf-Richard Grauhan

Rolf-Richard Grauhan (* 21. Dezember 1934 in Senftenberg; † 3. Oktober 1979 in Bremen) war ein deutscher Jurist, Politikwissenschaftler und Hochschullehrer an der Universität Bremen. 

## Leben und Wirken
Rolf-Richard  Grauhan war der Sohn des Arztes und Professors Max Grauhan und der Gertrud geb. Piehl und das jüngste von fünf Geschwistern. Er besuchte die Schule in Senftenberg. Die Familie übersiedelte 1946 nach Travemünde. Nach dem Abitur am Johanneum zu Lübeck studierte Grauhan von 1954 bis 1959 Rechtswissenschaften, Soziologie, Politikwissenschaft, Staatslehre und Neuere Geschichte in Heidelberg, Berlin und Kiel. Die Erste Juristische Staatsprüfung absolvierte er im Jahr 1957 am Oberlandesgericht Schleswig. 1959 wurde er an der Juristischen Fakultät der Universität Heidelberg promoviert mit einer Dissertation Gibt es in der Bundesrepublik einen Pouvoir Neutre?. 
Von 1960 bis 1963 absolvierte er den juristischen Vorbereitungsdienst in Baden-Württemberg und legte 1963 in Stuttgart die zweite juristische Staatsprüfung ab. Von 1961 bis 1965 war er wissenschaftlicher Assistent am Institut für Politische Wissenschaft der Universität Heidelberg. Von 1960 bis 1964 erfolgten unter der Leitung von Dolf Sternberger empirische Untersuchungen über die Auswahl und Stellung der Oberbürgermeister in 20 deutschen Großstädten mit Bürgermeister-, Magistrats- und süddeutscher Ratsverfassung.
Ein Forschungsaufenthalt zum Studium der schwedischen Kommunalverwaltungsreform führte ihn 1964 nach Stockholm und Upsala. Er nahm anschließend bis 1965 an einem Forschungsprogramm des „Center for International Affairs“ der Harvard University unter der Leitung von Carl J. Friedrich teil. Thema war die „Community Formation in Europe“ mit einer Studie über die deutsch-französischen Gemeindeverschwisterungen mit einem einmonatigen Forschungsaufenthalt in Frankreich.
Grauhan war von 1965 bis 1967 im Verwaltungsdienst der Stadt München tätig, wirkte im Beratungsstab des Oberbürgermeisters Hans-Jochen Vogel mit und wurde zum Städtischen Rechtsrat ernannt. 1967 erfolgte seine Versetzung als Akademischer Rat an die Universität Konstanz. Dort habilitierte er sich 1968 für den Fachbereich „Politische Wissenschaft“ an der Sozialwissenschaftlichen Fakultät mit der Schrift Politische Verwaltung. Auswahl und Stellung der Oberbürgermeister als Verwaltungschefs deutscher Großstädte. Er wurde 1969 zum Wissenschaftlichen Rat ernannt. Sein Engagement an der Universität Konstanz galt der Gründung eines neuen verwaltungswissenschaftlichen Studiengangs, der sich etablierte. Es war Grauhans Anliegen, dass neben der juristischen Ausbildung auch die Sozialwissenschaft Soziologie und Politologie mit einbezogen wird.
Von 1971 bis 1979 war Grauhan Professor für Politische Wissenschaft in Forschung und Lehre an der Universität Bremen. Hier lag die lokale Politik im Zentrum seines wissenschaftlichem Interesses. Er war 1972 Gründer des Arbeitskreises „Lokale Politikforschung“ in der Deutschen Vereinigung für Politikwissenschaft. Ebenfalls war die Juristenausbildung sein zentrales Anliegen, er arbeitete bis zuletzt an der Umsetzung einer Juristenausbildung mit sozialwissenschaftlichen Inhalten zur besseren Vorbereitung für den Berufsalltag. In seinem Haus in Travemünde wurde 1978 mit dem „Travemünder Quintett“, dem er angehörte, die Antragskonzeption für den „Forschungsschwerpunkt Reproduktionsrisiken, soziale Bewegungen und Sozialpolitik“ entwickelt, aus dem später das Zentrum für Sozialpolitik in Bremen (ZeS) entstand. Zielpunkt der theoretischen Arbeit Grauhans war es – wie er selbst in Notizen festhielt – eine alternative gesellschaftliche Organisationsform zu entwerfen, in der die Trennung ökonomischer und politischer „Sphären“ aufgehoben sein sollte. Diese strukturelle Alternative hat Grauhan am klarsten in dem Aufsatz Kommune als Strukturtyp politischer Produktion herausgearbeitet.
Er veröffentlichte zahlreiche Aufsätze über Städteplanung und politikwissenschaftliche Studien zur kommunalen Selbstverwaltung.
Grauhan war seit 1961 verheiratet mit Gisela  geb. Michael und hatte zwei Kinder. Seine Schwester war die Pflegewissenschaftlerin Antje Grauhan (1930–2010). 
Sein Leben beendete er am 3. Oktober 1979 durch Freitod, was große Betroffenheit auslöste.

## Mitgliedschaften und Funktionen
- Vorsitzender des Fachbereichs Politische Wissenschaft der Universität Konstanz (1968/69)
- Vorstand des Studentenwerks der Universität Konstanz (1969/71)
- Mitglied der „Zentralen Kommission“ (Übergangssenat) der Universität Bremen (1971/72)
- Mitglied der Kommission für Information und Öffentlichkeit der Universität Bremen (1972/73)
- Mitglied der Fachsektion „Sozialwissenschaft“ (ab 1974)
- Mitglied des Ausbildungs- und Prüfungsamtes für die einstufige Juristenausbildung

- Mitglied des Beirats der Deutschen Vereinigung für Politische Wissenschaft, (1971–1973)
- Vorsitzender des Arbeitskreises „Lokale Politikforschung“, (1972–1974)
- Mitglied des Research Committee on Local Politics der International Political Science Association
- Mitglied der Österreichischen Gesellschaft für Politikwissenschaft
- Mitglied des Wissenschaftlichen Beirats der Bundesforschungsanstalt für Raumordnung und Landeskunde, Bad Godesberg

## Veröffentlichungen (Auswahl)
- Gibt es in der Bundesrepublik einen „pouvoir neutre“? Dissertation, Heidelberg 1959.
- Modelle politischer Verwaltungsführung. Universitätsverlag Konstanz, 1969.
- Politische Verwaltung, Auswahl und Stellung der Oberbürgermeister als Verwaltungschefs deutscher Großstädte. Rombach, Freiburg i. Br. 1970.
- Großstadtpolitik – Texte zur Analyse und Kritik lokaler Demokratie. (Hrsg.) Bertelsmann-Fachverlag, Gütersloh 1972, ISBN 978-3-570-08638-4.
- mit Wolf Linder: Politik der Verstädterung. Athenäum-Fischer-Taschenbuch-Verlag, Frankfurt 1974, ISBN 978-3-8072-4030-5.
- Lokale Politikforschung. Teile 1 und 2 (Hrsg.) Campus Verlag, Frankfurt am Main 1974.
- Grenzen des Fortschritts? Widersprüche der gesellschaftlichen Rationalisierung. Beck, München 1975, ISBN 978-3-406-04930-9.
- mit Rudolf Hickel: Krise des Steuerstaats? Widersprüche, Perspektiven, Ausweichstrategien. (Hrsg.) Westdeutscher Verlag, Opladen 1978.
- Bürokratischer Staat-Politische Produktion und Selbstverwaltung. Aufsätze von 1975–1979. Verlag Universität Bremen, Forschungsschwerpunkt Reproduktionsrisiken, Soziale Bewegungen und Sozialpolitik, 1981.